# Бермуди на зимових Олімпійських іграх 2014
Бермуди на зимових Олімпійських іграх 2014 року у Сочі були представлені 1 спортсменом в 1 виді спорту. Країна нагород не здобула.